# Quarto de Berito
Quarto de Berito é um dos Setenta Discípulos. Ele é citado no Novo Testamento em «Saúda-vos Gaio, meu hospedeiro e o da igreja toda. Saúda-vos Erasto, tesoureiro da cidade, e Quarto, nosso irmão.» (Romanos 16:22). Ele foi consagrado bispo de Berito e lá sofreu muito.
Conta a tradição que após ter convertido muitos para o cristianismo, ele morreu mártir.

## Fonte
Assim como diversos outros santos, Quarto teve sua vida contada no livro Prólogo de Ohrid, de São Nikolai Velimirovic.